# 黑瀨優子
黑瀨優子（日语：／ Kurose Yūko，5月7日—）是日本的女性聲優，廣島縣出身，事務所為VIMS。

## 演出作品
粗體字為主要角色。

### 電視動畫
2013年
- 我不受歡迎，怎麼想都是你們的錯！（根元陽菜、奇妙、女學生、小學生辣妹）

2014年
- selector infected WIXOSS（少女）
- selector spread WIXOSS（女學生）
- Baby Steps ~網球優等生~（女孩）

2016年
- 高校艦隊（納沙幸子[2]）

2017年
- 噗利噗利奇（日语：プリプリちぃちゃん!!）（うっちゃん、超商廣播）

2019年
- 一個人的○○小日子（蘇朵嘉·拉琪塔）

2020年
- 熊熊勇闖異世界（熊急、米蕾奴）

2023年
- 熊熊勇闖異世界Punch！（熊急[3]）

### OVA
2014年
-義呆利 The Beautiful World Extra Disc（希臘少女）

2017年
- 高校艦隊（納沙幸子[4]）

### 遊戲
2011年
- Waguruma!（日语：わグルま!）（殭屍[5]）

2012年
- 戀愛番長2 MidnightLesson!!!（日语：恋愛番長）

2014年
- 東京七姐妹（壽庫特[6]）

2016年
- Puzzle of Empires（張飛[7]、蘇萊曼[8]）

2020年
- 明日方舟（卡达）

2022年
- 緋染天空 Heaven Burns Red（黑澤真希）

## 音樂作品

### 角色歌
| 發售日  | 商品名稱                  | 演唱名義    | 歌曲                               | 備註                       |
| 2015年  | 2015年                    | 2015年      | 2015年                             | 2015年                     |
| ------- | ------------------------- | ----------- | ---------------------------------- | -------------------------- |
| 4月23日 | t7s Re:Longing for summer | 7TH SISTERS | 「Star☆Glitter」                   | 遊戲《東京七姐妹》相關歌曲 |
| 5月20日 | H-A-J-I-M-A-L-B-U-M-!!    | 7TH SISTERS | 「Sparkle☆Time!!」                 | 遊戲《東京七姐妹》相關歌曲 |
| 2016年  |                           |             |                                    |                            |
| 2月24日 | SEVENTH HAVEN             | 7TH SISTERS | 「SEVENTH HAVEN」 「FALLING DOWN」 | 遊戲《東京七姐妹》相關歌曲 |

### 團體成員
1. 1 2  七咲妮可爾（水瀨祈）、羽生田水戶（淵上舞）、御園尾瑪娜（前田玲奈）、壽庫特（黑瀨優子）、若王子瑠衣（川﨑芽衣子）、遊佐夢兒（辻步美）

## 外部連結
- 事務所官方簡介（页面存档备份，存于）（日語）